# Diaspis carissae
Diaspis carissae är en insektsart som beskrevs av Hall 1928. Diaspis carissae ingår i släktet Diaspis och familjen pansarsköldlöss.
Artens utbredningsområde är Zimbabwe. Inga underarter finns listade i Catalogue of Life.